# Celin Bizet Ildhusøy
Celin Bizet Ildhusøy (* 24. Oktober 2001 in Frogner, Sørum), verheiratete Celin Bizet Dønnum, ist eine norwegisch-kubanische Fußballspielerin, welche meist im Sturm eingesetzt wird. Sie steht seit der Saison 2024/25 bei Manchester United W.F.C unter Vertrag und gehört seit 2021 zum Kader der norwegischen Nationalmannschaft.

## Karriere

### Verein
Ihr Debüt im Erwachsenenbereich absolvierte Celin Bizet Ildhusøy beim norwegischen Verein Skedsmo FK, welcher der 2. Divisjon, der dritthöchsten Liga im norwegischen Frauenfußball, angehörte. Ihren ersten Einsatz hatte sie im Alter von 14 Jahren am 22. Mai 2016 beim 4:3-Sieg von Skedsmo FK gegen FK Tønsberg. Nach der Spielzeit 2016 schloss sie sich Vålerenga Oslo an, wo sie in der Jugendabteilung, der zweiten Mannschaft und auch der ersten Mannschaft des Vereins zum Einsatz kam. Im Alter von 15 Jahren debütierte sie am 17. April 2017 für die erste Mannschaft von Vålerenga Oslo in der Toppserien. Bei der 1:2-Niederlage gegen Avaldsnes IL wurde sie in der 70. Minute für Synne Sofie Christiansen eingewechselt. In der Saison 2017 erreichte sie zudem mit ihrer Mannschaft erstmals in der Vereinsgeschichte das Finale des Norwegischen Fußballpokals, wo sie am 18. November 2017 in der Telenor Arena mit 0:1 gegen Avaldsnes IL unterlagen.
In der darauffolgenden Saison erzielte Celin Bizet Ildhusøy bei dem 3:2-Sieg gegen Grand Bodø IK am 13. Mai 2018 ihr erstes Tor in der Toppserien, als sie in der 69. Minute per Elfmeter zum zwischenzeitlichen 2:2-Ausgleich traf. Während der Saison 2019 wurde sie gemeinsam mit ihrer Teamkollegin Kine Fløtre für drei Spiele zum SF Grei ausgeliehen. Mit Vålerenga Oslo konnte sie zudem in der Saison 2019 zum zweiten Mal nach 2017 das Finale des Norwegischen Fußballpokals erreichen, wo sie am 23. November 2019 in der Telenor Arena mit 1:5 Lillestrøm SK unterlagen. Die Toppserien 2019 beendete Celin Bizet Ildhusøy gemeinsam mit ihrem Team auf den zweiten Platz hinter Lillestrøm SK. In der darauffolgenden Saison sicherte sich Vålerenga Oslo am letzten Spieltag aufgrund der besseren Tordifferenz den ersten Meistertitel der Vereinsgeschichte vor Rosenborg Trondheim. Zudem erreichte Celin Bizet Ildhusøy mit ihrer Mannschaft erneut das Pokalfinale, wo man sich durch einen 2:0-Sieg nach Verlängerung gegen Lillestrøm SK das Double sicherte.
Im Sommer 2021 verließ Celin Bizet Ildhusøy Vålerenga Oslo und schloss sich für die Saison 2021/22 den französischen Meister Paris Saint-Germain an. Ihr Ligadebüt für ihren neuen Verein gab sie am 10. Oktober 2021 beim 6:0-Sieg gegen EA Guingamp, wo sie in der 71. Minute von Trainer Didier Ollé-Nicolle für Sandy Baltimore eingewechselt wurde. In der Liga sicherten sie sich mit den zweiten Platz hinter Olympique Lyon den Vizemeistertitel. Im Pokalwettbewerb, in welchen Celin Bizet Ildhusøy nicht zum Einsatz kam, sicherte sich Paris Saint-Germain den Titel. In der UEFA Women’s Champions League 2021/22 wurde sie in zwei Gruppenspielen eingesetzt.
Nach nur einer Saison verließ sie Paris Saint-Germain und wechselte in die Women’s Super League zu Tottenham Hotspur. Ihr Debüt für den neuen Verein gab sie am 18. September 2022 beim Ligaspiel gegen die Mannschaft von Leicester City. In der 82. Minute wurde sie von Trainerin Rehanne Skinner für Eveliina Summanen eingewechselt.

### Nationalmannschaft
Celin Bizet Ildhusøy durchlief von der U16 an die Nachwuchsmannschaften der norwegischen Nationalmannschaft. Mit der norwegischen U19-Nationalmannschaft nahm sie in Schottland an der U-19-Fußball-Europameisterschaft der Frauen 2019 teil, wo sie in der Gruppenphase ausschieden. Von Nationaltrainer Martin Sjögren wurde sie erstmals für das EM-Qualifikationsspiel gegen Wales am 22. September 2020 in den Kader der norwegischen Fußballnationalmannschaft berufen. Genauso wie ihre Teamkollegin von Vålerenga Oslo, Synne Jensen, kam sie bei dem Spiel nicht zum Einsatz.
Ein Jahr später wurde sie als Ersatz für Caroline Graham Hansen und Marie Dølvik Markussen für die WM-Qualifikationsspiele gegen Albanien am 25. und gegen Armenien am 30. November 2021 nachnominiert. Bei dem 10:0-Sieg gegen Armenien debütierte Celin Bizet Ildhusøy in der norwegischen Nationalmannschaft, als sie von Trainer Martin Sjögren in der 54. Minute für Frida Leonhardsen Maanum eingewechselt wurde. Ihr Debüt krönte sie durch ihren Treffer zum zwischenzeitlichen 9:0 in der 69. Minute. Kurz nach ihrem Tor wurde das Spiel wegen Nebel erst unterbrochen und dann abgebrochen. Die restliche Spielzeit wurde am darauffolgenden Tag nachgespielt.
Im darauffolgenden Jahr wurde Celin Bizet Ildhusøy für den Algarve-Cup 2022 nominiert. Durch ihre beiden Treffern in den Spielen gegen Italien und Portugal wurde sie gemeinsam mit der Italienerin Valentina Giacinti Torschützenkönigin des Turniers. Die norwegische Nationalmannschaft belegte schlussendlich den dritten Platz. Von Nationaltrainer Martin Sjögren wurde sie für die Fußball-Europameisterschaft 2022 in England nominiert. Sie kam dabei zu zwei Kurzeinsätzen und schied mit der norwegischen Nationalmannschaft bereits in der Vorrunde als Gruppendritter aus.
Am 16. Juni 2025 wurde sie für die Endrunde der EM 2025 nominiert. Sie kam dreimal zum Einsatz, stand aber nur im dritten Gruppenspiel in der Startelf als einige Stammspielerinnen geschont wurden, da die Norwegerinnen nach zwei gewonnenen Spielen bereits für das Achtelfinale qualifiziert waren. In diesem schieden die Norwegerinnen ohne sie gegen Italien durch ein Last-Minute-Gegentor aus.

## Erfolge
- Norwegischer Meisterin: 2020
- Norwegischer Pokalsiegerin: 2020
- Französische Pokalsiegerin: 2022 (ohne Einsatz)

## Sonstiges
Celin Bizet Ildhusøy ist die Tochter des norwegischen Fußballspielers Kjell Gunnar Ildhusøy und einer kubanischen Mutter. Ihr Vater spielte für Molde FK in der Tippeligaen. Sie trägt zudem den Spitznamen „Cubafoten“. Im Sommer 2022 machten Celin Bizet Ildhusøy und der norwegische Fußballspieler Aron Dønnum ihre Beziehung öffentlich. Am 23. Oktober 2022 verlobten sich die beiden. Am 20. Juni 2025 erfolgte schließlich die Hochzeit in der italienischen Gemeinde Varenna. In der Folge nahm sie den Nachnamen ihres Mannes an.